# مادژالیس
مادژالیس (روسی: Маджалис) یک روستا در روسیه است که در شهرستان کایتاگسکی از توابع داغستان واقع شده است.